# Station Princenhage
Station Princenhage is een voormalig station aan de spoorlijn Roosendaal - Breda. Het station van Princenhage was in gebruik van 1880 tot 15 mei 1930. Het stationsgebouw uit 1884 is in 1987 gesloopt.